# Línea A16 (Canelones)
La línea A16 es una línea urbana de Canelones, une Las Piedras con la ciudad de Canelones, capital de dicho departamento.  

## Características
Fue creada en 2008 como línea 16, con dos ramales, 16/1 y 16/2, servicio común y servicio directo respectivamente. Dichos ramales actualmente se rigen bajo la misma denominación de A16 debido a que en el año 2020 se dio la incorporación de su empresa prestadora al STM, la cual instaló el sistema 2.0 bajo una reestructura.